# Padang Lawas (huyện)
Huyện Padang Lawas là một huyện (kabupaten) thuộc tỉnh Bắc Sumatra, Indonesia. Huyện lỵ đóng ở Sibuhuan. Huyện có diện tích 3892,74 km2, sân số theo điều tra năm 2007 là 233.933 người.

## Các đơn vị hành chính
Huyện gồm có 9 phó huyện hành chính (kecamatan) sau:
1. Barumun
2. Barumun Tengah
3. Batang Lubu Sutam
4. Huristak
5. Huta Raja Tinggi
6. Lubuk Barumun
7. Sosa
8. Sosopan
9. Ulu Barumun